# Doghat
Doghat là một thị xã và là một nagar panchayat của quận Baghpat thuộc bang Uttar Pradesh, Ấn Độ.

## Nhân khẩu
Theo điều tra dân số năm 2001 của Ấn Độ, Doghat có dân số 13.261 người. Phái nam chiếm 54% tổng số dân và phái nữ chiếm 46%. Doghat có tỷ lệ 57% biết đọc biết viết, thấp hơn tỷ lệ trung bình toàn quốc là 59,5%: tỷ lệ cho phái nam là 67%, và tỷ lệ cho phái nữ là 44%. Tại Doghat, 16% dân số nhỏ hơn 6 tuổi.